# Hartnick
Hartnick ist ein deutscher Familienname slawischer Herkunft. Seine Hauptverbreitung findet sich in der Niederlausitz nahe Cottbus. Laut der polnischen Namensforscherin Barbara Czopek-Kopciuch war der Name früher auch in Schlesien (Breslau) nachweisbar. Die Basis Hart kommt von Härte, Ausdauer beziehungsweise hartować – härten. Alternativ könnte sie auch vom Vornamen Artym stammen. Mit dem Suffix -nik (oder eingedeutscht -nick) bedeutet der Name etwa jemand der hart/zäh ist.
Nach dem Buch „Die deutschen Personennamen“ von Max Gottschald ist allerdings auch folgende Deutung möglich: Hartnick wurde aus dem deutschen Vornamen Hartwig in slawische Aussprache umgedeutet.

## Namensträger
- Evelyn Hartnick-Geismeier (1931–2017), deutsche Bildhauerin
- Hans-Joachim Hartnick (* 1955), deutscher Straßenradsportler und -trainer
- Lyndon Hartnick (* 1986), südafrikanischer Rugby-Union-Spieler